# Aucklandsnip
De aucklandsnip (Coenocorypha aucklandica) is een vogel uit de familie Scolopacidae (Strandlopers en snippen).

## Verspreiding en leefgebied
Deze soort komt voor op Nieuw-Zeelandse eilanden en telt drie ondersoorten:
- C. a. meinertzhagenae: de Antipodeneilanden.
- C. a. aucklandica: de Aucklandeilanden.
- C. a. perseverance: het Campbell-eiland (geherintroduceerd)

Dankzij projecten voor ecologisch herstel, waarbij eilanden worden ingericht als natuurreservaten en de ingevoerde predatoren zoals ratten, verwilderde katten en varkens worden verwijderd, neemt de populatie van deze snip weer toe. Het leefgebied bestaat uit dichte, lage vegetaties van graspollen, waardoor de snip kwetsbaar was voor deze predatoren.

## Status
De huidige populatie ligt tussen de 20 en 50 duizend vogels, maar blijft afhankelijk van oplettend natuurbeheer. Daarom staat de soort als gevoelig op de Rode Lijst van de IUCN.